# Charles Burnell
Charles Desborough „Don” Burnell (ur. 13 stycznia 1876 w Beckenham, zm. 3 października 1969 w Blewbury) – brytyjski oficer i wioślarz, złoty medalista olimpijski.
Kształcił się w Eton College i Magdalen College Uniwersytetu Oksfordzkiego. Czterokrotnie brał udział w The Boat Race, odnosząc zwycięstwa w latach 1895, 1896, 1897 i 1898.
Wystąpił na igrzyskach olimpijskich w Londynie w 1908 roku, gdzie brytyjska osada w składzie: Albert Gladstone, Frederick Kelly, Banner Johnstone, Guy Nickalls, Charles Burnell, Ronald Sanderson, Raymond Etherington-Smith, Henry Bucknall i Gilchrist Maclagan zdobyła złoty medal. Był to jego jedyny start olimpijski.
Brał udział w I wojnie światowej, służył w Lodon Rifle Brigade w stopniu kapitana.
Odznaczony Orderem Wybitnej Służby i Orderem Imperium Brytyjskiego.
Jego syn Dickie również był złotym medalistą olimpijskim.